# 60 mètres féminin aux championnats du monde d'athlétisme en salle 2014
Navigation
2012 2016
Le 60 mètres féminin des Championnats du monde en salle 2014 s'est déroulé les 8 et 9 mars 2014 à l'Ergo Arena de Sopot, en Pologne.

## Résultats

### Finale
| Rang               | Athlète                 | Nationalité       | Temps  | Notes |
| ------------------ | ----------------------- | ----------------- | ------ | ----- |
| Médaille d'or      | Shelly-Ann Fraser-Pryce | Jamaïque          | 6 s 98 | WL    |
| Médaille d'argent  | Murielle Ahouré         | Côte d'Ivoire     | 7 s 01 | SB    |
| Médaille de bronze | Tianna Bartoletta       | États-Unis        | 7 s 06 | SB    |
| 4                  | Asha Philip             | Royaume-Uni       | 7 s 11 |       |
| 5                  | Veronica Campbell-Brown | Jamaïque          | 7 s 13 | SB    |
| 6                  | Michelle-Lee Ahye       | Trinité-et-Tobago | 7 s 16 |       |
| 7                  | Gloria Asumnu           | Nigeria           | 7 s 18 |       |
| 8                  | Verena Sailer           | Allemagne         | 7 s 18 |       |

### Demi-finales
| Rang | Série | Couloir | Athlète                 | Pays                      | Temps  | Notes |
| ---- | ----- | ------- | ----------------------- | ------------------------- | ------ | ----- |
| 1    | 1     | 3       | Murielle Ahouré         | Côte d'Ivoire             | 7 s 06 | Q     |
| 2    | 3     | 4       | Shelly-Ann Fraser-Pryce | Jamaïque                  | 7 s 08 | Q, SB |
| 3    | 3     | 3       | Asha Philip             | Royaume-Uni               | 7 s 09 | Q, PB |
| 4    | 3     | 6       | Michelle-Lee Ahye       | Trinité-et-Tobago         | 7 s 10 | q, NR |
| 5    | 1     | 4       | Gloria Asumnu           | Nigeria                   | 7 s 11 | Q, SB |
| 6    | 2     | 6       | Verena Sailer           | Allemagne                 | 7 s 12 | Q, PB |
| 7    | 2     | 5       | Tianna Bartoletta       | États-Unis                | 7 s 14 | Q     |
| 8    | 2     | 8       | Veronica Campbell-Brown | Jamaïque                  | 7 s 17 | q, SB |
| 8    | 3     | 5       | Tahesia Harrigan-Scott  | Îles Vierges britanniques | 7 s 17 | SB    |
| = 10 | 1     | 6       | LaKeisha Lawson         | États-Unis                | 7 s 18 |       |
| = 10 | 2     | 4       | Dafne Schippers         | Pays-Bas                  | 7 s 18 |       |
| = 12 | 1     | 8       | Ruddy Zang-Milama       | Gabon                     | 7 s 19 |       |
| = 12 | 2     | 3       | Ezinne Okparaebo        | Norvège                   | 7 s 19 |       |
| 14   | 1     | 1       | Sheniqua Ferguson       | Bahamas                   | 7 s 25 | SB    |
| = 15 | 1     | 5       | Sophie Papps            | Royaume-Uni               | 7 s 30 |       |
| = 15 | 2     | 1       | Wei Yongli              | Chine                     | 7 s 30 | SB    |
| = 17 | 3     | 8       | Franciela Krasucki      | Brésil                    | 7 s 31 |       |
| = 17 | 3     | 1       | Anna Kiełbasińska       | Pologne                   | 7 s 31 | =PB   |
| 19   | 3     | 7       | Yasmin Kwadwo           | Allemagne                 | 7 s 32 |       |
| = 20 | 1     | 7       | Carina Horn             | Afrique du Sud            | 7 s 34 |       |
| = 20 | 2     | 7       | Nataliya Pohrebnyak     | Ukraine                   | 7 s 34 |       |
| = 20 | 3     | 2       | Hanna-Maari Latvala     | Finlande                  | 7 s 34 |       |
| 23   | 1     | 2       | Jamile Samuel           | Pays-Bas                  | 7 s 39 |       |
| 24   | 2     | 2       | Marta Jeschke           | Pologne                   | 7 s 41 |       |

### Séries
| Rang | Série | Couloir | Athlète                 | Pays                        | Temps  | Notes  |
| ---- | ----- | ------- | ----------------------- | --------------------------- | ------ | ------ |
| 1    | 6     | 4       | Murielle Ahouré         | Côte d'Ivoire               | 7 s 09 | Q      |
| 2    | 2     | 3       | Shelly-Ann Fraser-Pryce | Jamaïque                    | 7 s 12 | Q      |
| 3 =  | 3     | 3       | Tianna Bartoletta       | États-Unis                  | 7 s 13 | Q      |
| 3 =  | 4     | 3       | Verena Sailer           | Allemagne                   | 7 s 13 | Q      |
| 5    | 3     | 8       | Michelle-Lee Ahye       | Trinité-et-Tobago           | 7 s 14 | Q      |
| 6    | 1     | 4       | Asha Philip             | Royaume-Uni                 | 7 s 18 | Q      |
| = 7  | 5     | 2       | Gloria Asumnu           | Nigeria                     | 7 s 19 | Q, SB  |
| = 7  | 5     | 5       | Lakeisha Patterson      | États-Unis                  | 7 s 19 | Q      |
| = 7  | 1     | 6       | Dafne Schippers         | Pays-Bas                    | 7 s 19 | Q      |
| = 7  | 4     | 6       | Ezinne Okparaebo        | Norvège                     | 7 s 19 | Q      |
| = 7  | 5     | 8       | Ruddy Zang-Milama       | Gabon                       | 7 s 19 | Q      |
| 12   | 2     | 8       | Tahesia Harrigan-Scott  | Îles Vierges britanniques   | 7 s 20 | Q      |
| = 13 | 6     | 8       | Sophie Papps            | Royaume-Uni                 | 7 s 22 | Q, PB  |
| = 13 | 4     | 4       | Veronica Campbell-Brown | Jamaïque                    | 7 s 22 | Q, SB  |
| 15   | 6     | 5       | Franciela Krasucki      | Brésil                      | 7 s 25 | Q      |
| 16   | 2     | 7       | Yasmin Kwadwo           | Allemagne                   | 7 s 27 | Q      |
| 17   | 1     | 8       | Nataliya Pohrebnyak     | Ukraine                     | 7 s 30 | Q      |
| = 18 | 6     | 6       | Anna Kiełbasińska       | Pologne                     | 7 s 3  | q, =PB |
| = 18 | 1     | 7       | Sheniqua Ferguson       | Bahamas                     | 7 s 31 | q, SB  |
| 20   | 2     | 6       | Wei Yongli              | Chine                       | 7 s 32 | q, SB  |
| = 21 | 4     | 2       | Marta Jeschke           | Pologne                     | 7 s 33 | q      |
| = 21 | 2     | 4       | Hanna-Maari Latvala     | Finlande                    | 7 s 33 | q      |
| 23   | 4     | 8       | Jamile Samuel           | Pays-Bas                    | 7 s 34 | q      |
| = 24 | 6     | 3       | Audrey Alloh            | Italie                      | 7 s 35 |        |
| = 24 | 1     | 3       | Olga Safronova          | Kazakhstan                  | 7 s 35 |        |
| 26   | 3     | 4       | Carina Horn             | Afrique du Sud              | 7 s 36 | Q      |
| 27   | 3     | 7       | Maria Gatou             | Grèce                       | 7 s 38 |        |
| 28   | 3     | 1       | LaVerne Jones-Ferrette  | Îles Vierges des États-Unis | 7 s 39 | PB     |
| 29   | 4     | 7       | Flings Owusu-Agyapong   | Ghana                       | 7 s 42 |        |
| 30   | 5     | 4       | Ramóna Papaïoánnou      | Chypre                      | 7 s 43 |        |
| 31   | 5     | 7       | Geronne Black           | Trinité-et-Tobago           | 7 s 45 |        |
| 32   | 3     | 2       | Tiffany Tshilumba       | Luxembourg                  | 7 s 47 |        |
| 33   | 2     | 2       | Fong Yee Pui            | Hong Kong                   | 7 s 58 |        |
| 34   | 3     | 5       | Joanne Pricilla Loutoy  | Seychelles                  | 7 s 75 | PB     |
| 35   | 6     | 7       | Aziza Sbaity            | Liban                       | 7 s 82 | PB     |
| 36   | 1     | 2       | Estefania Sebastian     | Andorre                     | 7 s 83 |        |
| 37   | 3     | 6       | Rachel Fitz             | Malte                       | 7 s 86 | PB     |
| 38   | 4     | 5       | Shinelle Proctor        | Anguilla                    | 7 s 91 |        |
| 39   | 5     | 3       | Patricia Taea           | Îles Cook                   | 7 s 93 | NR     |
| = 40 | 1     | 5       | Lovelite Detenamo       | Nauru                       | 7 s 94 | NR     |
| = 40 | 5     | 6       | Martina Pretelli        | Saint-Marin                 | 7 s 94 |        |
| 42   | 6     | 2       | Marlene Mevong          | Guinée équatoriale          | 8 s 05 |        |
| 43   | 2     | 5       | Rachel Abrams           | Îles Mariannes du Nord      | 8 s 30 | PB     |

## Légende
Records et Performances
- AR : Record continental (area record)
- CR : Record des championnats (championship record)
- MR : Record du meeting (meet record)
- NR : Record national (national record)
- OR : Record olympique (olympic record)
- PR : Record paralympique (paralympic record)
- PB : Record personnel (personal best)
- SB : Meilleure performance personnelle de la saison (season's best)
- WL : Meilleure performance mondiale de l'année (world leader)
- WJR : Record du monde junior (world junior record)
- WR : Record du monde (world record)

Circonstances et Conditions
- DNF : N'a pas terminé (did not finish)
- DNS : N'a pas pris le départ (did not start)
- DQ : Disqualification (disqualification)
- NM : Aucun essai valable enregistré (No Mark)
- Q : Qualifié « directement » au prochain tour (ou à la prochaine compétition), lors d'une compétition majeure, grâce au classement ou à la réalisation des minima (automatic qualifier)
- q : Qualifié au prochain tour (ou à la prochaine compétition), lors d'une compétition majeure, grâce au repêchage ou à la réalisation de l'une des meilleures performances parmi celles des « non qualifiés directement » (grâce au meilleur temps ou à la meilleure distance par exemple) (secondary qualifier)